# 946-й Главный центр геопространственной информации
946-й Гла́вный о́рдена Трудово́го Кра́сного Зна́мени центр геопростра́нственной информа́ции (до 2013 г. — 38-й ордена Трудового Красного Знамени Центральный аэрофототопографический отряд (38 ЦАФТО)) — воинское формирование в структуре Топографической службы Вооружённых сил СССР, а затем и Вооружённых сил России; сокращённое наименование — ФБУ «946 ГЦГИ» МО РФ; условное — войсковая часть 43651.
Центр дислоцирован в подмосковном городе Ногинске. Сформирован в июне 2013 года на базе 38 ЦАФТО, действующего с 1 января 1946 года.
У Центра имеются обособленные подразделения дислоцированные в Москве, Иванове и Иркутске.

## Основные функции
Центр решает задачи обеспечения Вооружённых сил России специальной геопространственной информацией, необходимой для применения в различных автоматизированных системах управления, в том числе для применения в различных видах и системах высокоточного оружия.
Также Центр выполняет специальные задачи по обеспечению цифровой информацией о местности мероприятий, проводимых первыми лицами государства, всех крупных учений, проводимых под руководством министра обороны и начальника Генерального штаба, а также всех видов и родов Вооружённых сил.

## История
Необходимость формирования новой мощной стационарной части для картографического производства вытекала из уроков Великой Отечественной войны. 9 октября 1945 года была подписана директива Генерального штаба Красной армии № орг/5/87583с о формировании на базе 9-го топографического отряда 38-го особого аэрофототопографического отряда. Непосредственно формирование новой части было поручено штабу Московского военного округа.
С 1 декабря 1945 года часть вошла в подчинение начальника топографической службы МВО.
В связи с задержкой прибытия 9-го топографического отряда с полевых работ из Польши вышла директива Главного организационного управления ГШ КА № орг/5/88759 от 10 декабря 1945 года о продлении срока формирования 38-го особого аэрофототопографического отряда до 1 января 1946 года. Приказом начальника ВТУ ГШ 1 января считается днём ежегодного праздника части.

генерал-майор технических войск
К. Н. Харин —
— первый командир
38 ОАФТО
(с 1945 по 1947 гг.)

Для комплектования части были направлены многие опытные офицеры-топографы из различных частей службы, участники Великой Отечественной войны. Для подготовки технического персонала были организованы курсы производственного обучения, первый выпуск состоялся в сентябре 1946 года.
Структура отряда включала следующие основные подразделения: две стереофотограмметрические части, картографическую часть, топографическую часть.
9 мая 1947 года отряду было вручено Боевое Красное Знамя. На вооружение отряда поступили из Германии современные по тому времени стереофотограмметрические приборы: стереопланиграфы, стереопроекторы, стереометры, мультиплексы, фототрансформаторы и прочие.
В 1946—1964 годах были освоены методы составления карт комбинированным, дифференцированным и стереотопографическими методами, достигнуты высокие производственные показатели в качестве и точности создаваемых карт. В эти годы были разработаны, освоены и применены в производстве методики сгущения пространственных сетей триангуляции с использованием многопроекторных мультиплексов и стереопланиграфов. Были составлены карты масштаба 1:25000 на районы Закарпатья, Сахалина, Кавказа, Черноморского побережья, а также карты масштаба 1:100000 на полуостров Таймыр, Чукотку, Корякский национальный округ, многие другие районы страны и зарубежья.
С 1964 года отряд начал осваивать технологии обработки космических снимков местности. С их помощью составлялись фотопланы 1:100000 и планы городов 1:10000, 1:25000. В производственных объёмах выполнялось сгущение пространственных сетей на маршруты большой протяжённости. Совместно с НИИ ВТС выполнялись работы по практическому применению программ определения центров фотографирования космических снимков. В дальнейшем, вплоть до конца 1970-х годов, происходило совершенствование технической и технологической базы, отказ от импортной техники и переход на отечественную.
В 1975—1980 годах отрядом созданы мировые фотограмметрические сети на два континента (Евразия и Африка), что явилось основой для большинства специальных топографических работ, проводимых другими частями ВТС долгие годы. В отряде был развёрнут вычислительный центр в составе части цифровых карт и трёх отделений: эксплуатации вычислительной техники и аппаратуры, программного обеспечения, цифровых карт местности.
Приказом МО СССР № 025 от 22 февраля 1978 года за достигнутые успехи в выполнении производственных задач отряд награждён орденом Трудового Красного Знамени.
Для дальнейшего размещения средств вычислительной техники и подразделений вычислительного центра был построен технический корпус с машинным залом для ЭВМ ВК-2Р-60. С июня по сентябрь 1979 года частью были проведены пусконаладочные работы по установке трёх комплексов АРМ-М и выполнено учебное цифрование нескольких номенклатурных листов карты масштаба 1:50000.
С начала 1980-х годов Вооружённым Силам СССР потребовались цифровые карты на обширные территории страны и зарубежья. Для решения этой задачи сотрудниками 29-го НИИ были разработаны алгоритмы, а силами отряда составлены и внедрены программы обработки цифровых карт местности на ЭВМ ЕС-1035. В дальнейшем технологии создания цифровой информации о местности постоянно совершенствовались. В 1984 году в отряде был создан системно-управляемый информационный архив для накопления и хранения цифровой картографической информации на магнитных лентах.
В соответствии с директивой МО СССР от 17 мая 1981 года отряд был выведен из состава МВО и подчинён начальнику Военно-топографической службы ВС СССР, стал частью центрального подчинения и получил название «38-й Центральный аэрофототопографический отряд».
В 1989 году в отряде принято на вооружение специализированное программное обеспечение создания планово-высотной основы, разработанное 29-м НИИ. Через несколько лет в отряд поступили комплексы АРМ-Д, разработанные 29-м НИИ и ЦКБ «Пеленг».

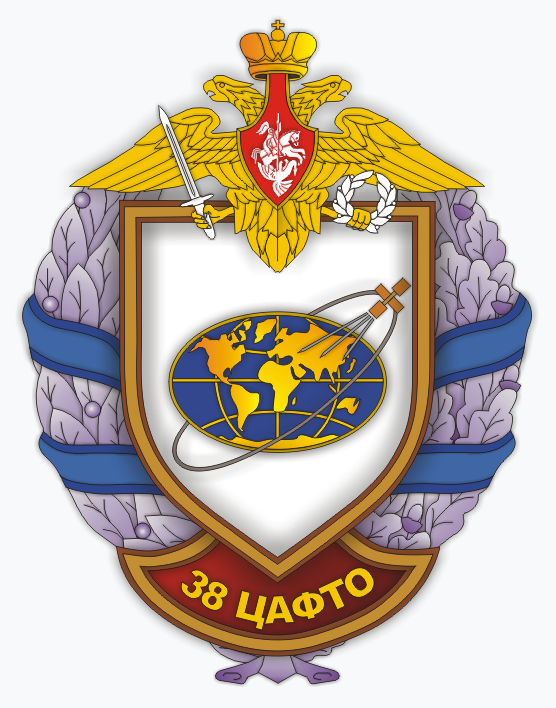
Неофициальная эмблема 38 ЦАФТО
(2000-е годы)

К середине 1990-х годов была разработана система электронных карт «Панорама». Она послужила основой для внедрения геоинформационных технологий в ВС РФ, как при производстве электронных топографических карт, так и для их визуализации в автоматизированных системах управления войсками и оружием.
За весь период своего существования 38-й отряд составил более 50000 номенклатурных листов карт различного масштаба, а также более 30000 номенклатурных листов цифровых и более 6000 номенклатурных листов электронных карт местности.
В 2009 году 38-й ЦАФТО был реформирован в соответствии с новым обликом ВС РФ, с 2010 года передан в состав Западного военного округа.
В июне 2013 года на базе отряда был сформирован ФБУ «946-й Главный центр геопространственной информации» МО РФ. В его состав в качестве обособленных структурных подразделений вошли: 103-й редакционно-картографический центр (г. Москва), 298-й центр геоинформационного обеспечения (г. Москва), 4-й аэрофототопографический отряд (г. Иваново), 6-й аэрофототопографический ордена Красной Звезды отряд (г. Иркутск).
Во исполнение Указа Президента Российской Федерации 2006 года «О Боевом знамени воинской части» 30 августа 2014 года начальник Военно-топографического управления контр-адмирал Сергей Викторович Козлов в торжественной обстановке на площади Победы в Ногинске вручил Боевое знамя и грамоту президента Российской Федерации командиру 946-го Главного центра полковнику В. Н. Козлову.

## Награды
| Награда                                                   | Дата                 | За какие заслуги |
| --------------------------------------------------------- | -------------------- | --- |
| Часть занесена в Книгу почёта Московского военного округа | 1964 год             | «За большие заслуги в деле освоения специальной техники, укрепления обороны страны и высокие показатели в боевой и политической подготовке» |
| Орден Трудового Красного Знамени                          | 22 февраля 1978 года | «За достигнутые успехи в выполнении производственных задач»                                                                                 |
| Почётная грамота Президента Российской Федерации          | 30 августа 2014 года | «В ознаменование формирования 946-го Главного центра и вручения Боевого знамени части»                                                      |

## Командиры
- генерал-майор технических войск Харин Константин Николаевич (с 1945 по 1947 гг.);
- полковник технических войск Никитин Дмитрий Иосифович (с 1947 по 1967 гг.);
- полковник Манкевич Дмитрий Александрович (с 1967 по 1973 гг.);
- полковник Шаповалов Геннадий Фёдорович (с 1973 по 1989 гг.);
- полковник Казакевич Александр Владимирович (с 1989 по 2009 гг.);
- полковник Анисов Алексей Владимирович (с 2009 по 2012 гг.);
- полковник Козлов Владимир Николаевич (с 2012 по 2017 гг.);
- полковник Сакун Андрей Иванович (с 2017 по н. в.).